# Кларк Кент (Тайны Смолвиля)
Кларк Кент (англ. Clark Kent) — главный герой сериала «Тайны Смолвиля». Является адаптированной версией супергероя Супермена. Кларк — сверхсильный инопланетянин с планеты Криптон, который живёт в Смолвиле и работает в Метрополисе в качестве репортёра в Daily Planet. Также он тайно борется с преступностью и известен как борец с преступностью Красно-синее пятно. В середине 2009 года он убрал красный и синий цвет, надел чёрный плащ, и стал простым Пятном.
Родился как Кал-Эл на планете Криптон у Джор-Эла и Лары-Эл, он был послан на Землю после того, как его планета была уничтожена. Повреждённый корабль Кал-Эла приземлился в Полях Миллера в Смолвиле, в штате Канзас, где он был найден и позже усыновлён Джонатаном и Мартой Кент. Они назвали мальчика Кларк по девичьей фамилии Марты. За эти годы Кларк развил много сверхъестественных способностей, которые становятся более сильными каждый год, поскольку он становится старше. После смерти отца Кларк ушёл из Центрального Университета Канзаса. Он стал больше работать на ферме своей семьи.
После возвращения своих способностей и близкой смерти в середине 2008 года Кларк начал использовать свои способности для анонимной борьбы с преступностью в Метрополисе. Однажды Джимми Олсен издал фотографию, где был изображен Кларк, в момент использования суперскорости. Фотография была размытая, и люди прозвали «Доброго самаритянина» «Красно-синим пятном». Кларк принял решение вести двойную жизнь.
Кларк начал работать в Daily Planet в 2008-м вместе с Лоис Лэйн. Он издал, по крайней мере, две истории и один некролог, но обычно упоминается как копирайтер.
Вскоре Кларк сразился с Дэвисом Блумом, спасателем, являвшемся Думсдеем — биологическим экспериментом учёных Криптона на основе ДНК генерала Зода, чья основная задача была в подготовке Земли к колонизации криптонцами. Кларк использовал чёрный криптонит для отделения Дэвиса от Думсдея и затем заманил Думсдея в ловушку. Но позже, когда Дэвис в припадке убил Джимми Олсена и был убит им в свою очередь, Кларк потерял веру в человечество и поклявшись, что Кларк Кент мёртв, разорвал все связи с друзьями и семьёй на какое-то время. Однако, вскоре Кларк понял, что он не смог полностью закрыть своё сердце и воссоединился с обществом. Не последнюю роль в принятии этого решения сыграла Лоис Лэйн.
Кларк обучается в крепости одиночества и борется с преступлениями в Метрополисе.

## Внешний вид
В сезонах с первого по восьмой Кларк часто носил красную куртку и синюю рубашку или наоборот. В серии восьмого сезона «Позорный», он прекратил ходить в Daily Planet в красно-синей одежде, так как это могло помешать его двойной жизни. Репортёр Кларк Кент носил высокий воротник, костюмную рубашку и галстук, черные брюки и туфли. Недавно Кларк показал Лоис пару толстых линзовых очков в чёрной оправе; ещё неизвестно, как регулярно он будет носить свои очки.
Как Красно-синее пятно, Кларк носил синий низкий воротник короткую футболку, куртку, чёрный пояс, светло-голубые хлопчатобумажные штаны и коричневые рабочие ботинки.
В девятом сезоне, Кларк начал носить чёрное длинное пальто, черные штаны из хлопчатобумажной ткани, чёрный пояс, чёрные высокие сапоги для верховой езды, чёрную футболку, на которой изображён серый символ Дома Эл.
В десятом сезоне сменил чёрный костюм на красную куртку с выгравированным символом Дома Эл, чёрные джинсы и на некоторое время обзавелся «прилизанной» причёской.

## До событий сериала

### Криптон
Криптон — планета, с которой прибыл Кларк. Эта планета вращалась вокруг красного гиганта. Сила тяжести на ней в десятки раз выше земной, поэтому на Земле криптонцы обладают сверхчеловеческими способностями. Однако, свет красного Солнца лишает их сил. Кларк был послан на Землю своим биологическим отцом Джор-Элом, чтобы осуществить свою судьбу и стать для смертных Богом. Эта тема начинает своё развитие в четвёртом сезоне.
Главная религия Криптона — «поделись знанием с ближним своим». Один из главных злодеев — Брэйн Интеллектуальный Андроидный Компьютер, Брэйниак. Возведя принцип религии в абсолют, он решил искусственно увеличить ценность знаний путём уничтожения их источника. Для этого он уничтожил Криптон, чтобы единственным носителем стала крепость одиночества — аванпост криптонцев на Земле. Позже он неоднократно пытался манипулировать развитием технологий, чтобы пополнить свои базы данных и усовершенствовать свои системы. Кроме того он неоднократно пытался освободить мятежного генерала Зода из его тюрьмы в Фантомной зоне, но безрезультатно.
В седьмом сезоне Кларк узнаёт больше о своей семье с Криптона. Он знакомится со своей биологической матерью, которая была сохранена в форме проекции в крепости одиночества. Брат Джор-Эла был влюблен в мать Кларка, а так как она не отвечала на его чувства, он пытался добиться её силой, когда они впервые исследовали Землю.
В девятом сезоне Кларк встречается с клоном своего отца, Джор-Элом. В рамках генетической программы, в ходе гражданской войны, у взвода майора Зода были взяты образцы генетического материала с тем, чтобы, в случае гибели Криптона, воссоздать на Земле новый Криптон. Поскольку столица Криптона, Кандор, была уничтожена в ходе гражданской войны, единственная исследовательская база — крепость одиночества, которая запрограммирована на служение роду Элов. Кларку предстоит определиться с тем, кто он — криптонец или человек. Зод начал гражданскую войну потому что отец Кларка Джор-Эл отказался создать проекцию его погибшего сына в кристалл, который потом на Земле раскрылся бы и все криптонианцы, заключённые в нём, выбрались бы.

### Джор-Эл
Джор-Эл — биологический отец Кларка. Он был членом Учёного Совета на Криптоне и погиб вместе со своей планетой и народом. В космическом корабле, на котором Кларк прибыл на Землю, каким-то образом сохранились мысли и силы «настоящего» отца Кларка.
Джор-Эл принёс народу Криптона много бед, в основном, из-за своей патологической правильности и честности. Он отказался помочь майору Зоду воскресить его семью, пытался помешать генетическим экспериментам с Думсдеем в силу их неэтичности, долго пытался убедить совет в том, что шахта в мантию планеты обрекла Криптон на погибель. Когда же генерал Зод решил установить военную диктатуру с целью эвакуации населения Криптона, Джор-Эл отказался поддержать мятеж, тем самым развязав гражданскую войну. Чтобы помочь Совету в войне, он создал Брэйниака. Однако брат Джор-Эла перепрограммировал Брэйниака, переставив приоритеты, и машина запустила в недрах Криптона термоядерную реакцию. Понимая, что теперь робот будет охотиться за знаниями крепости одиночества, Джор-Эл отдаёт управление ею своему сыну, Кал-Элу.
Джор-Эл хочет, чтобы Кларк принял свою судьбу. Но у Кларка другие планы. Он очень привык к Земле, своей семье и друзьям и хочет вести спокойную, нормальную жизнь. Однако от своего биологического отца он у наследовал характер, который не позволяет ему оставаться безучастным к любой несправедливости, а также склонность к необдуманным поступкам.

### Детство
Кларк родился как Кал-Эл, единственный сын Джор-Эла и Лары-Эл, на планете Криптон. Когда их планете угрожало разрушение, после того как его дядя Зор-Эл зажёг ядро Криптона, а также из-за попытки генерала Зода завоевать народ, Джор-Эл, поместил Кал-Эла в космический корабль, чтобы послать его хорошей семье на планету Земля, которую он посетил несколько лет назад. Хотя Лара задавалась вопросом, будут ли люди Земли принимать и любить его, Джор-Эл заверил её, что семья, которую он выбрал, подойдёт Кал-Элу.
В 2008 году, Брэйниак путешествовал назад во времени, чтобы предотвратить прибытие Кал-Эла на Землю. Он перехватил судно после того, как его родители поместили младенца в него, и попытался убить его. Однако, ему помешали Кара и Кларк из будущего. Они спасли младенца Кларка и возвратили его в судно, таким образом предотвращая любые изменения истории.
Кал-Эл прибыл на Землю во время метеоритного дождя, который случился в Смолвиле 16-го октября 1989 года. Корабль летел три года, прежде чем приземлился. Джонатан и Марта нашли его в Полях Миллера и усыновили. Неспособные иметь детей, Кенты приняли молодого сироту и воспитали его как их сына. Также они воспользовались помощью миллионера Лайнела Лютора — они подделали документы ребёнку. Они произвольно выбрали дату рождения — 13-е мая 1987 года — своего нового сына и назвали его Кларком, девичьей фамилией Марты. Кларк подружился с сыном другого фермера, Питом Россом в раннем детстве. Он также дружил в начальной школе с Грегом Аркином и Абигейл Файн. Большую часть жизни Кларку нравилась Лана Лэнг. Лана жила на расстоянии в одну милю и Кларк использовал свой телескоп на чердаке, чтобы шпионить за нею. Однако, Лана почти всегда носила ожерелье с метеоритом. В результате, Кларк не мог даже близко к ней подойти, не испытавая физическую боль. Кларк встретил Хлою Салливан в восьмом классе, и вместе с Питом Россом, эти трое сформировали неотделимое трио.
Кларк был значительно более сильным, чем другие дети в раннем возрасте. Марта заметила его силу в тот день, когда она привела его домой. Он даже сломал кухонный стол и иногда делал отверстия в стенах во время истерик. Поскольку Джонатан и Марта не хотели, чтобы он неосторожно ранил других детей, Кларку не разрешали играть в спортивных командах. Однажды, при попытке защитить Пита от хулигана, он бросил другого ребёнка через дверь. Кларк развивал суперскорость в возрасте шести лет. Джонатан и Марта учили Кларка, что его способности были «подарками», но что он никогда не должен говорить кому-либо ещё о них. К тому времени, когда ему было четырнадцать лет, он знал, что он был приёмным, и требовал от родителей ответов.

## Сериал

### Первый сезон
Самыми близкими друзьями Кларка были Пит Росс и Хлоя Салливан. Они втроём работали в школьной газете Факел. Обязанности Кларка были минимальны.
Кларк был случайно сбит автомобилем Лекса Лютора, из-за чего они упали в реку. Он остался цел и спас Лекса. Лекс попытался вознаградить Кларка, купив ему новую машину, но Джонатан отказался от этого. Расстроенный Кларк признался Джонатану, что он не нырял в реку спасать Лекса, он был сбит. Джонатан рассказал ему, как он и Марта нашли его и космический корабль, который они скрыли в подвале. Запутанный и сердитый, Кларк пошёл на кладбище, чтобы собраться с мыслями, где у него была своя первая беседа с Ланой Лэнг. Кларк наконец понял эффект зелёного криптонита на нём, когда друг Ланы, Уитни Фордмэн, увидел разговор Кларка и Ланы, затем повесил Кларка, как традиционное чучело, надев на него ожерелье Ланы.
Кларк был спасён Лексом. Он тогда остановил мстительного метеоритного фрика Джереми Крика, в прошлом — чучело, от казни на электрическом стуле студентов.
Против воли родителей Кларк, начинает заниматься футболом в школьной команде. Однако, после того, как он помешал тренеру Уолту Арнольду использовать его метеоритные способности на других, Кларк ушёл из команды.
Кларк встретил много метеоритных фриков в свой первый год: те, кто использовал способности для достижения своих преступных целей, таких как Шон Келвин и Тина Грир, и те, кто использует их, чтобы помочь другим, таким как слепая, предсказательница Кассандра Карвер, убеждающий отшельник Кайл Типпет, и молодой телепат Джеймс Райан.
Когда Кларк спас жизнь одноклассника, подавленного и оскорбленного Эрика Саммерса, он временно потерял свои способности. Эрик, держа зелёный криптонит, собирался спрыгнуть с моста. Когда Кларк попытался спасти Эрика, они были поражены молнией, и способности Кларка были переданы Эрику. Кларк отметил, что его хозяйственные работы фермы заняли два часа вместо пяти минут, но это стоило того, чтобы быть в состоянии играть в баскетбол с его одноклассниками.Эрик напал на Кларка, бросив его на автомобиль и повредил ему ребра. На электростанции Кларк спровоцировал электрический удар, и держа в руке кулон Ланы вернул себе силы.
К концу года его способности увеличились. Будучи взорванным в грузовике, он отметил, что он только чувствовал высокую температуру от взрыва, и развалины даже не ушибали его.
Уитни, несмотря на их разногласия, просит, чтобы он заботился о Лане после того, как он уйдет в Морскую пехоту.
Кларк иногда рассматривал возможность отношений с Хлоей, но волновался, что потеряет её как друга и надеялся, что он и Лана будут вместе. Когда Хлоя была похищена, Кларк спас её и, испугавшись, что он, возможно, потерял её навсегда, он решил пригласить её на весенний бал. Они почти поцеловались, но новости о торнадо в Смолвиле прервали их вечер вместе, и он оставил её, чтобы спасти Лану.

### Третий сезон
Вернувшись из Метрополиса, узнаёт, что его биологический отец Джор-Эл сорок лет назад был на Земле. В Смолвиль приезжает когда-то многообещающий журналист Перри Уайт, который чуть не разоблачает его. Кларк начинает всё больше и больше ревновать Лану к её новому другу Адаму. Некоторое время спустя, Кларк ненадолго теряет зрение, но зато открывает в себе новую способность — суперслух. Пит уезжает из Смолвиля, когда понимает, что, узнав секрет Кларка, взял на себя слишком большую ответственность. Люторы устраивают взрыв в доме Хлои. Тем временем Кларк оказывается во власти своего родного отца, поместившего его в иное измерение, с целью начать его обучение. Пытавшийся спасти Кларка, Джонатан впадает в кому.

### Четвёртый сезон
В Смолвиль приезжает кузина Хлои — Лоис Лэйн и помогает Кларку расследовать её убийство. Лана возвращается из Парижа со своим новым парнем — Джейсоном. Кларк становится защитником смолвильской футбольной команды под руководством нового парня Ланы. Хлоя узнаёт секрет Кларка от его подружки, Алисии, но решает пока ничего ему не говорить. Во время церемонии в честь окончания школы на Смолвиль обрушивается второй метеоритный дождь. Кларк обращается за помощью к Джор-Элу, тот предупредил его, что если он не соединит все три камня власти, Земля будет уничтожена.

### Пятый сезон
Кларк возводит в Арктике крепость уединения. Джор-Эл лишает его сил за ослушание, пользуясь этим Кларк начинает встречаться с Ланой без секретов. В университете Кларк знакомится с профессором Файном который на самом деле является Брэйниаком. В результате сердечного приступа умирает отец Кларка. Брэйниак распространяет смертельный вирус. Кларк по ошибке выпускает Зода, последний отправляет Кларка в фантомную зону.

### Шестой сезон
Кларк с помощью Раи сбегает из фантомной зоны, попутно выпустив ещё несколько заключённых. В сражении с Зодом Кларку удаётся его победить и отправить в фантомную зону. Позже он знакомится с миллиардером Оливером Квином и понимает, что Квинн — это супергерой Зелёная стрела. Оливер организовывает Лигу справедливости, в которую вошли Киборг, Флэш, Аквамен и Зелёная стрела. Кларк отказывается войти в Лигу, аргументируя это тем, что он не командный игрок. Кларк отправляется в лабиринт спасти Лекса и чуть сам не лишается жизни, а спустя некоторое время ему предстояло сразиться с последним сбежавшим фантомом — Бизарро, который взял у него немного ДНК и стал его двойником, причём на него криптонит действует как усилитель. Кларка выкидывает из здания, а Бизарро улетает, причём по пути у него каменеет лицо. Лана погибает от взрыва, который, как все полагают, устроил Лекс Лютор.

### Седьмой сезон
Одолев Бизарро, Кларк узнаёт, что восемнадцать лет назад с ним на землю прилетела его кузина — Кара, и все эти годы она находилась в своём корабле под водой. К Кларку вернулась Лана. Как оказалось, она подстроила свою смерть, а всё это время жила в Шанхае. Они принимают решение начать всё с начала и начинают жить вместе как гражданские супруги. В жизни Кларка всё было спокойно, пока вновь не объявился Брэйниак. Он отправляет Кару в фантомную зону, а сам под её видом подстрекает Лекса убить «путешественника». Кларк в итоге убивает Брэйниака. Лекс узнаёт тайну Кларка и отправляется в крепость, чтобы убить его. Кларк прибегает слишком поздно. Артефакт лишает его способностей. Крепость разрушена. Лекс и Кларк остаются под завалами.

### Восьмой сезон
Кларк и Лекс пропали в Арктике. Их поисками занимается Лига справедливости и ЛюторКорп. Оливеру удаётся разыскать Кларка, потерявшего свои способности, где-то в России. Марсианский охотник помогает Кларку вновь обрести свои силы, отнеся его на Солнце. Он начинает карьеру в Daily Planet. Новый президент ЛюторКорп, Тесс Мерсер безрезультатно пытается найти Лекса. К Кларку по почте приходит кристалл, который отправляет его и Лоис в фантомную зону. Там они встречают Кару, которая помогает им выбраться. Кларк начинает использовать свои способности для борьбы с преступностью. Пресса окрестила загадочного супергероя «Красно-синим пятном». Лана крадёт технологию ЛюторКорп — биокостюм, — дающий владельцу скорость, силу и неуязвимость криптонца. Оливер убивает Лекса. На свадьбе Хлои появляется Думсдэй и несёт большие разрушения. Джор-Эл сообщает Кларку, что битва с ним неминуема. С помощью Лиги справедливости Кларку удаётся заточить Думсдэя под Землёй. Виня себя за смерть Джимми, он говорит Хлое: «Кларк Кент мёртв» и покидает Метрополис. Возле замка Люторов появляется криптонец, стоящий на пылающем символе. Это символ Зода.

### Девятый сезон
Он строит крепость, чтобы продолжить обучение у Джор-Эла. Возлагая вину за смерть Джимми Олсена на себя, он отрекается от своей человеческой личности. Теперь он просто Пятно, супергерой в чёрном плаще, патрулирующий по ночам улицы Метрополиса. Повсюду, где он спасает людей, Кларк выжигает символ семьи Эл (букву «S»), чтобы давать людям надежду. Молодой майор Зод и несколько криптонцев в замке Люторов держат в плену Тесс Мерсер. Она находится в плену добровольно, желая узнать планы пришельцев. Вскоре криптонцы исчезают, однако Тесс обнаруживает их творение — киборга Металло. Позже её люди демонстрируют ей снимок — человека, лежащего на выжженном символе, который появляется по всему городу. Можно сделать вывод, что это Джор-Эл (так решает и Зод). Кларка ждёт удар — отец умирает у него на руках. Его последней просьбой было спасение Зода. Тем временем Тесс, которая похитила Лоис, подключает её к системе, дающей доступ к её воспоминаниям из будущего. Кларк, пытаясь освободить Лоис, узнаёт про тоталитарную криптонскую оккупацию Земли, которую кандорианский майор устроит после того, как он попытается его остановить. Кларк, вспомнив последние слова Джор-Эла, решает изменить ход истории, объединившись с майором Зодом, чтобы будущее из воспоминаний Лоис Лейн не настало. Последняя сцена девятого эпизода «Пандора» — кандорианцы, стоящие на коленях перед Кал-Элом, своим новым лидером.
Кларк пытается помочь криптонцам адаптироваться на Земле. Однако, помогая Зелёной стреле разобраться с его бывшим учителем Тёмным лучником, Кал-Эл узнаёт, что Хлоя начала снова манипулировать людьми. Позже он узнаёт о существовании в семидесятых годах тайного общества супергероев — Общества справедливости Америки. Помогая им, Кларк невольно вовлекается в интриги тайной правительственной организации «Шах-Мат», цель которой — устранение любой инопланетной угрозы. Кандорианцы и сам Кларк оказываются под угрозой разоблачения, когда выясняется, что Тесс Мерсер также является агентом Шах-Мат. Лоис пишет статью об Обществе справедливости Америки, раскрывая имена её членов. Общество возвращается в строй. Шах-Мат хочет использовать героев и злодеев в борьбе против криптонцев и Кал-Эла. К Марсианскому охотнику возвращаются силы и Кларк узнаёт, что у Джона был шанс покинуть Землю и улететь к другим расам, как это сделал Алан Скотт — супергерой Зелёный фонарь. Также Кларк узнаёт, что Лекс Лютор жив (Шах-Мат — его детище).
Кларк узнаёт, кто убил его отца. Зод требует, чтобы Кал-Эл поступил по криптонским законам и отомстил. Кларк отказывается убивать. Зод мстит за своего друга, понимая, что Кал-Эл предал их всех. Кларк уничтожает солнечные башни, сжигая их. Оливер и Хлоя готовятся к войне с криптонцами, собирая целый арсенал оружия из криптонита. Мерсер же прикладывает все усилия для апгрейда систем Металло.
После того, как Зода смертельно ранили, Кларк воскресил его своей кровью, чем вернул Зоду его сверхсилы, однако? Кал-Эл этого не знает. Зод собирает в крепости одиночества всех верных ему людей с тем, чтобы вернуть им криптонские способности. Выдавая себя за Пятно, Зод начинает собирать информацию обо всех, кто представляет угрозу для криптонцев. Напряжение между Кларком и генералом нарастает, пока не переходит в войну.
Перри Уайт помогает Лоис и Кларку вернуться на работу в Daily Planet. Вместе с Лоис они обнаруживают связь между Шах-Мат, Пятном и пришельцами. Кларк узнаёт, что, работая в Сенате, его приёмная мать, взяв псевдоним «красная королева», прикрывала от Шах-Мат и прочих спецслужб. Оливер пытается убить Зода, Шах-Мат совершают атаку на кандорцев. Зод объявляет крестовый поход против землян. Первыми подвергаются центры Шах-Мат. На борьбу с пришельцами в бой идут и Лига справедливости, и Общество справедливости Америки во главе с Кларком.
Кларк решается использовать книгу Рао, чтобы отправить всех криптонцев(включая себя) за пределы Земли, хотя он никак не может поверить, что именно этого хотел от него Джор-Эл. В своём сне он мельком видит себя в легендарном костюме Супермена. Кандорцы оставляют символы Зода по всему Земному шару, чтобы выманить Лигу справедливости и Общество справедливости Америки из Метрополиса. Зод пошёл на это, чтобы Кларк остался в городе один. Лоис встречается с Зодом, который представился Пятном. Он заставляет её сомневаться в Кларке. Украв у него книгу Рао, она приносит её Зоду, однако в последний момент понимает, что тот её обманул. Кларк защищает её от псевдоПятна, и Лоис, судя по всему, наконец-то понимает, кто на самом деле этот таинственный спаситель. Кларк пытается применить Рао, но внезапно появляются Зод и другие криптонцы, которых он обманул, сказав, что книга — могущественное оружие, которым предатель Кал-Эл хочет их уничтожить. Узнав, что Зод обманывал их, обвиняя Шах-Мат в смерти Фаоры, криптонцы решают принять план сына Джор-Эла. После того, как они скрываются в портале, Зод достаёт кинжал из синего криптонита, который лишает его сил, что делает изгнание тирана невозможным. Вонзив кинжал в своё тело, Кларк, возвращает Зоду силы, после чего тот попадает в портал. Кларк падает с башни…

### Десятый сезон
Лоис находит безжизненное тело Кларка и извлекает из него криптонит, тем самым позволяя Кларку излечиться. Лоис уходит прежде, чем Кларк приходит в сознание, чтобы защитить его тайну. Хлоя отчаянно пытается найти Оливера, эти поиски приводят её к сомнительному источнику информации. Хлоя пропадает, обменяв себя на Оливера. Джонатан возвращается на ферму Кентов, чтобы передать послание Кларку, а Тэсс пробуждается в лаборатории ЛюторКорп.
Лоис уезжает в Египет. В Daily Planet появляется новый репортёр Кэт Грант, чтобы занять её место. Однако позже Лоис возвращается. Кара возвращается на Землю и говорит Кларку, что её послал Джор-Эл, чтобы остановить надвигающуюся тёмную силу, потому что он не верит, что Кларк в одиночку сможет с ней справиться. Лоис вновь попадает в переделку, а Кара и Кларк вынуждены её спасать.
Кларк с Лоис посещают пятилетнюю встречу выпускников старшей школы. Брейниак 5.0 использует кольцо Легиона, прилетает из будущего и проводит Кларка через прошлое, настоящее и будущее. Он показывает Кларку, что на самом деле произошло в ночь, когда умер Джонатан, настоящую боль Оливера и будущее Кларка в Daily Planet с Лоис и его роль как любимца всей Земли в красно-синем костюме.
Лоис решает сказать Кларку, что знает, что он — Пятно, но она случайно активирует древний артефакт, который превращает её в богиню Исида, в комплекте с суперспособностями. Оливер и Кларк неохотно просят помощи у Тэсс Мерсер, чтобы спасти Лоис. Тем временем, после того, как Кэт Грант видит, как Лоис использует суперсилы, она решает, что Лоис и есть Пятно и намерена доказать это. В конце Кларк признаётся Лоис в том, кто он на самом деле.
Кларк обеспокоен безопасностью Лоис и предлагает ей бросить освещение Закона о регистрации бдителей спокойствия (супергероев) и заняться чем-нибудь другим. После того, как Кларк говорит об этом Лоис, она сердится и уверяет, что может сама о себе позаботиться, но из-за проколотой шины им приходится остановить машину в таинственном месте. События принимают ужасный оборот, когда Лоис начинает грозить серьёзная опасность. В это время Тесс ищет лекарство для маленького Александра, который начинает быстро старет, однако, найдя лекарство, решает не вылечивать его.
Отец Лойс, узнав, что Кларк и Лойс встречаются, пытается помешать этому, однако это ему не удается. Спустя некоторое время Кларк делает Лойс предложение, и она соглашается.
Ситуация в Метрополисе усугубляется, когда создается организация по борьбе с Супергероями, издается закон о том, что все Супергерои - преступники, и на некоторое время, боясь выдать себя и других, Кларк закрывает башню. Спустя некоторое время, организация терпит крах на выборах, где более 80% жителей проголосовали за поддержку "Пятна" и других, и закон перестает действовать. В этом немалую роль сыграла сенатор Марта Кент. Кларк, Лойс и Хлоя, приехавшая в город незадолго до выборов, открывают башню.
Тем временем создается ещё один клон Лекса, и тот пытается убить Марту на выборах криптонитовыми пулями, имея воспоминания о Кларке и зная, что тот её будет спасать, однако ему это не удается. Болезнь быстрого старения прогрессирует и тот теряет память. Тесс, боясь потерять Александра, вводит ему вакцину на основе ДНК Кларка и просит Кларка присмотреть за Конором( так она его назвала) и не рассказывать о его второй стороне - о Лексе. Выясняется, что у Конора те же способности, что и у Кларка, и он начинает его учить. Узнав от Лайенола , пришедшего из измерения Кларка Лутора, правду, сначала Конор перестает доверять Кларку, однако недоверие исчезает. Марта увозит его учиться в Вашингтон.
Тем временем свадьба Лойс и Кларка приближается, и в качестве "благословения" Джор-Эл дает Лойс способности Кларка на день. Однако, несмотря на обстоятельства, день проходит, и способности вновь возвращаются к Кларку. После этого эксперимента Лойс говорит Кларку, что не может выйти за него замуж, боясь быть "обузой". После прочтения клятв Кларка, на следующий день она говорит, что согласна. Однако свадьба срывается из-за Оливера, который в то время находился по действием знака "Омега". Оливер говорит, что приближается апокалипсис, и Кларк - единственная надежда. Кларк забирает костюм Супермена из ледяной башни и спасает мир. Свадьба состоялась, но лишь через семь лет.
Так заканчивается целая эпопея приключений молодого Супермена.

## Вселенная Стрелы
В декабре 2019 года спустя 8 лет после завершения сериала «Тайны Смолвиля» вышел кроссовер «Кризис на бесконечных Землях» телевизионной Вселенной Стрелы.
В этом кроссовере Том Уэллинг вернулся к роли Кларка Кента (Супермена), а Эрика Дюранс к роли Лоис Лейн.
В рамках событий кроссовера указывается, что события сериала происходят на Земле-167. Лекс Лютор с Земли-38 (на которой происходит действие сериала о Супергёрл и предстоящего нового сериала о Супермене) с помощью Книги Судьбы начинает путешествовать по параллельным мирами с целью убить каждое воплощение Супермена в мультивселенной. Он прибывает на Землю-167 с той же целью, но с ужасом узнаёт, что Кларк отказался от своих сил (надев браслет с синим криптонитом) и стал обычным фермером, теперь живя вместе с Лоис и воспитывая двух дочерей. Лекс пытается в гневе напасть на него, но Кларк, и без способностей будучи очень атлетичным, легко одолевает его. Лекс улетает, но предупреждает Кларка, что тот всё равно умрёт из-за Кризиса.

## Враги
На протяжении десяти сезонов телесериала «Тайны Смолвиля» Кларк сталкивался с разными врагами, большинство из которых перейдёт ему дорогу ещё не один раз: Лекс Лютор и его клоны, Бизарро, Брейниак, Зод, Думсдэй, Игрушечник, Паразит, Металло, Дарксайд, Дэдшот.